# Нітрофурал
Нітрофура́л (МНН: Nitrofurazone, лат. nitrofural, поширений синонім — фурацилі́н, лат. furacilínum) — антисептичний засіб місцевої дії. Має протимікробну дію. Застосовується як рідина для промивання і очищення ран, завдяки своїм антимікробним властивостям уповільняє або зупиняє зростання мікробної флори.
Виявлено чіткі докази мутагенності та канцерогенності під час досліджень на тваринах, і був заборонений для використання людиною в США.
Відомості про препарат «фурацилін» внесені до Державної Фармакопеї Союзу Радянських Соціалістичних Республік, десяте видання, «Медицина», Москва, 1968 р.[джерело?]
Випускається у формі таблеток, порошку. Використовується для приготування водних, спиртових розчинів.

## Форми препарату
- Аерозоль

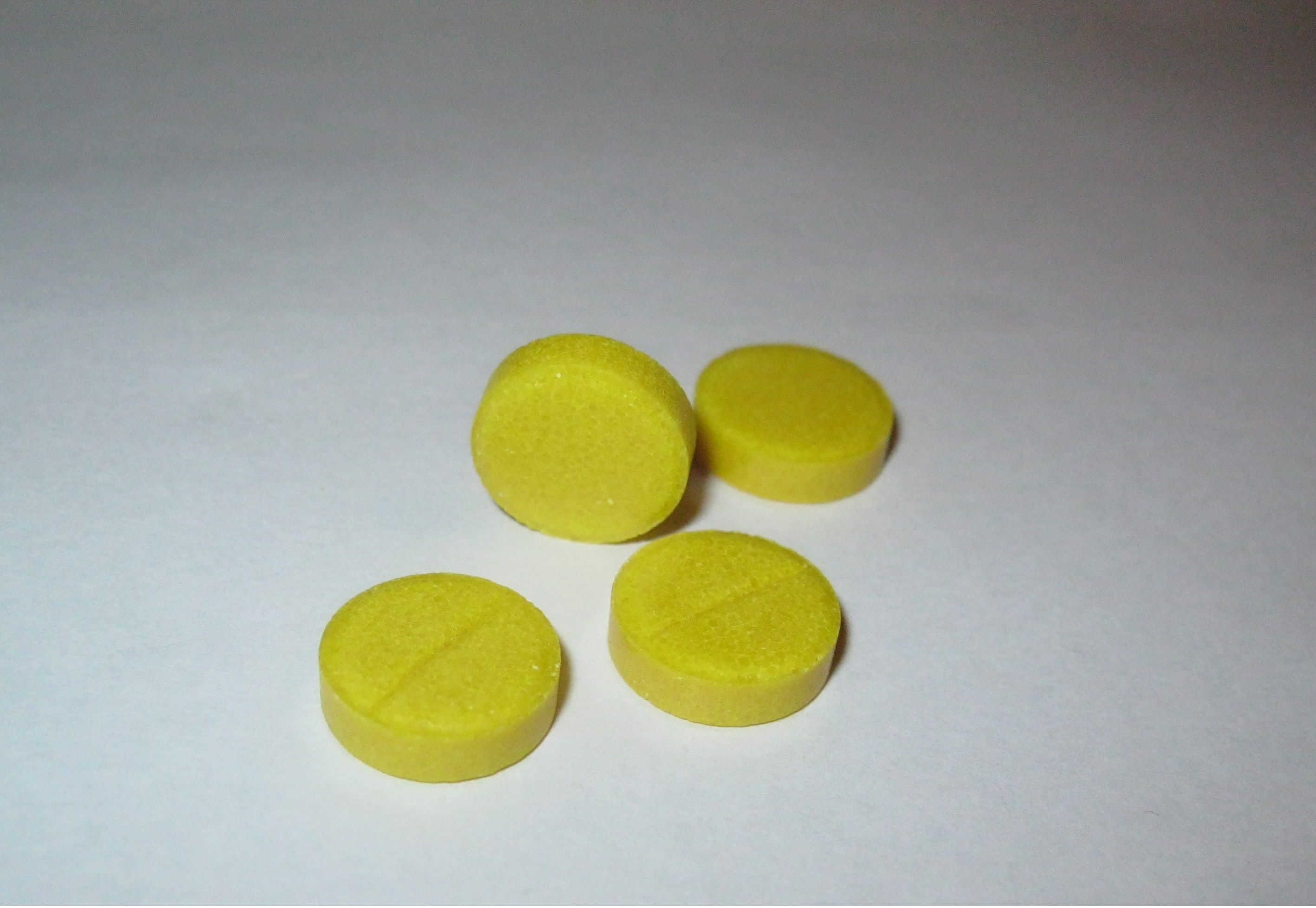
Таблетки фурациліну до приготування водного розчину

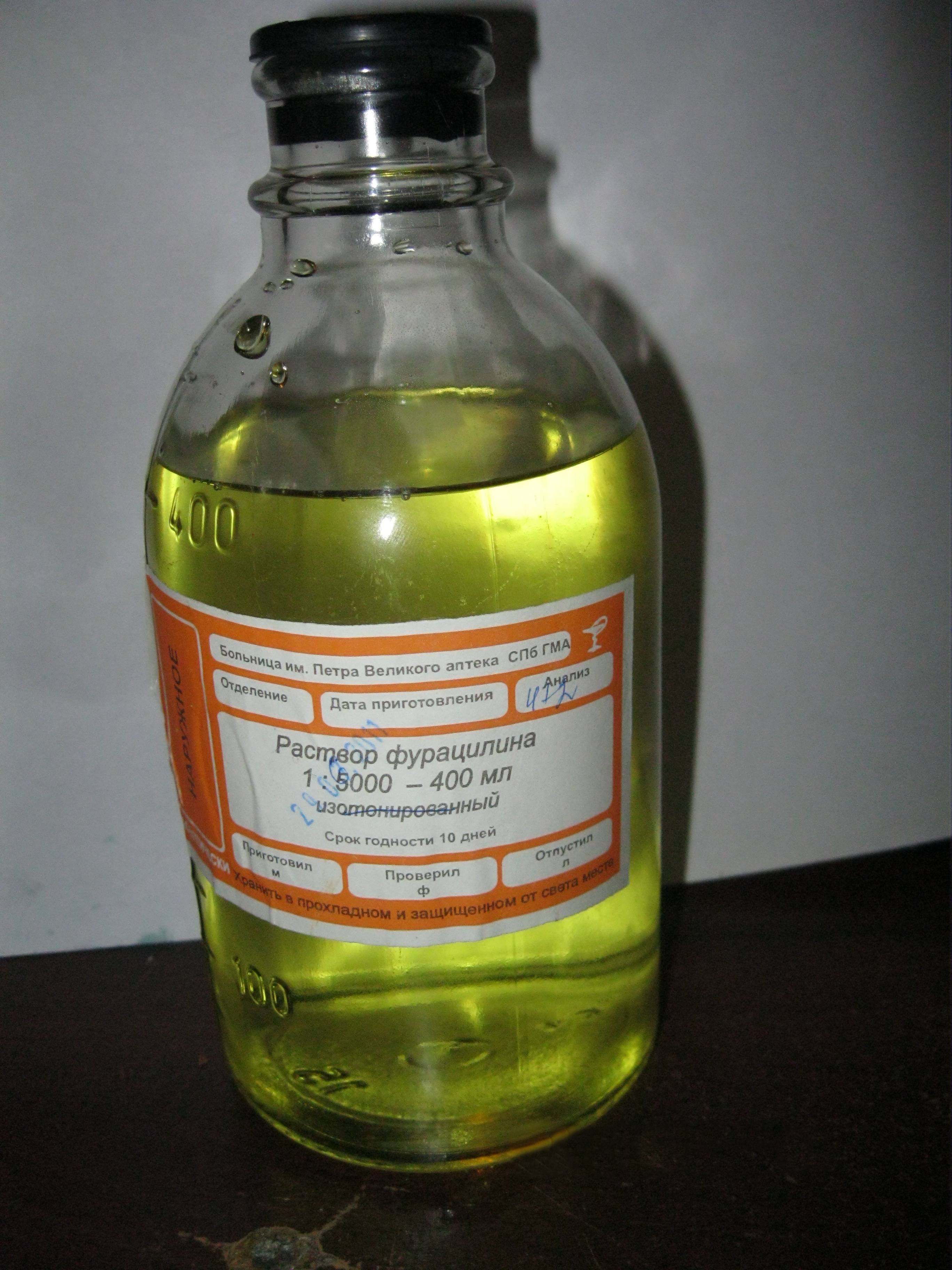
Водний розчин фурациліну 1:5000

- Розчин до зовнішнього застосування (водний)
- Розчин до зовнішнього застосування (спиртовий)
- Мазь
- Таблетки по 0,02 г. до приготування розчину для зовнішнього застосування.
- Таблетки по 0,1 г. до прийняття всередину.

## Властивості
Являє собою дрібнокристалічний порошок жовтого або жовто-зеленого кольору з гірким смаком. Дуже мало розчиняється в воді (при нагріванні розчинність підвищується), мало розчиняється в спирті, розчиняється в лугах, практично не розчиняється в ефірах. Нітрофуранові сполуки чутливі до світла, тому розведені розчини слід оберігати від денного світла, особливо значний вплив робить ультрафіолетове випромінювання, що призводить до значного і необоротного руйнування молекули.

## Синоніми
Фурацилін, Aldomycin; Amifur; Becafurazone; Biofuracina; Biofurea; Chemofuran; Chixin; Cocafurin; Coxistat; Dermofural; Fedacin; Flavazone; Furacillin; Furacin; Furacinetten; Furacoccid; Furacort; Furalone; Furametral; Furaseptyl; Furazina; Furazol W; Furazone; Furesol; Furfurin; Fuvacillin; Hemofuran; Ibiofural; Mastofuran; Monofuracin; Nefco; NFS; NFZ; Nifurid; Nifuzon; Nitrofural; 5-Nitro-2-furaldehyde semicarbazone; Nitrofurazan; Nitrozone; NSC-2100; Otofuran; Rivafurazon; Sanfuran; Vabrocid; Vadrocid; Yatrocin